# 柏木町 (名古屋市)
柏木町（かしわぎちょう）は、愛知県名古屋市瑞穂区の地名。現行行政地名は柏木町1丁目及び柏木町2丁目。住居表示未実施地域。

## 地理
名古屋市瑞穂区東端部に位置する。東は天白区、西は岳見町、南は茨木町、北は弥富町に接する。

## 歴史

### 町名の由来
弥富町の小字名「橿ノ木山（かしのきやま）」の表記を改めたものである。字名「橿ノ木山」については、カシワあるいはカシが生えていたという説や、傾斜地を表す動詞「かしぐ」に由来するとの説がある。

### 沿革
- 1960年（昭和35年）3月20日 - 瑞穂区弥富町字橿ノ木山・茨山の各一部により、同区柏木町1～2丁目として成立[1]。
- 1968年（昭和43年）7月10日 - 瑞穂区弥富町字茨山の一部が1丁目、字橿ノ木山の一部が2丁目にそれぞれ編入される[1]。

## 世帯数と人口
2019年（平成31年）3月1日現在の世帯数と人口は以下の通りである。
| 町丁   | 世帯数  | 人口  |
| ------ | ------- | ----- |
| 柏木町 | 168世帯 | 416人 |

### 人口の変遷
国勢調査による人口の推移
| 1965年（昭和40年） | 65人  | [ 10 ] |  |
| 1970年（昭和45年） | 154人 | [ 11 ] |  |
| 1975年（昭和50年） | 263人 | [ 11 ] |  |
| 1980年（昭和55年） | 279人 | [ 12 ] |  |
| 1985年（昭和60年） | 278人 | [ 12 ] |  |
| 1990年（平成2年）  | 327人 | [ 13 ] |  |
| 1995年（平成7年）  | 321人 | [ 14 ] |  |
| 2000年（平成12年） | 317人 | [ 15 ] |  |
| 2005年（平成17年） | 326人 | [ 16 ] |  |
| 2010年（平成22年） | 340人 | [ 17 ] |  |

## 学区
市立小・中学校に通う場合、学校等は以下の通りとなる。また、公立高等学校に通う場合の学区は以下の通りとなる。
| 番・番地等 | 小学校               | 中学校               | 高等学校 |
| ---------- | -------------------- | -------------------- | -------- |
| 全域       | 名古屋市立陽明小学校 | 名古屋市立汐路中学校 | 尾張学区 |

## その他

### 日本郵便
- 郵便番号 : 467-0044[4]（集配局：瑞穂郵便局[20]）。